# Marcus Plautius Silvanus (Volkstribun 89 v. Chr.)
Marcus Plautius Silvanus war ein römischer Politiker zu Beginn des 1. Jahrhunderts v. Chr.
Silvanus brachte im Jahr 89 v. Chr. während des Bundesgenossenkrieges zusammen mit seinem Amtskollegen Gaius Papirius Carbo als Volkstribun die lex Plautia Papiria ein. Dieses Gesetz bot das römische Bürgerrecht allen Aufständischen an, die zur Zeit des Inkrafttretens ihren Wohnsitz in Italien hatten, vorausgesetzt, sie meldeten sich innerhalb von sechzig Tagen persönlich beim Prätor in Rom. Das Ziel des Gesetzes war es, die Bundesgenossen im Kriegsfall an Rom zu binden.